# Катарина Булатовић
Катарина Булатовић (Крагујевац, 15. новембар 1984) је рукометна репрезентативка Црне Горе српског порекла. Освајач је 9 националних лига у 4 различите државе, 4 ЕХФ Лиге шампиона, сребра са ОИ 2012 и злата на ЕП 2012.
Наступала је за све селекције репрезентације Србије и Црне Горе, од 2006. до 2008. године за репрезентацију Србије, а од 2011. године наступа за репрезентацију Црне Горе.

## Каријера
Каријеру је започела са 11 година у родном Крагујевцу, где је наступала за РК Крагујевац.
Ту је прошла све млађе селекције, постала кадетски и јуниорски репрезентативац и показала раскошан таленат. У 16. години потписује први професионални уговор.
У сезони 2002/03, добија позив из Аранђеловца и тада јаког Књаз Милоша, где као позајмљен играч наступа у квалификацијама за ЕХФ Лигу шампиона.
Из Крагујевца се 2003. сели за Београд и постаје члан екипе РК Хумел Ласта, са којом игра у Купу ЕХФ.
На позив селектора Зорана Ивића постаје сениорски репрезентативац и дебитује за репрезентацију Србије и Црне Горе у квалификацијама за Светско првенство 2003. против Словачке.
Скреће пажњу на себе и 2006. прелази у најјачу лигу на свету у данску екипу Слагелс. У Слагелсу, остаје две сезоне, након којих прелази у Будућност, са којим успева да освоји ЕХФ Лигу шампиона у сезони 2011/12.
Била је други стрелац ЕХФ Лиге шампиона 2012/13 и трећи најбољи стрелац 2010/11. , 2011/12. и 2013/14
Након Будућности, следи сезона у румунској екипи Олчим Валчеа, па одлазак у редове актуелног првака Европе РК Ђер, где је носилац игре. Од сезоне 2014/15 поново је у редовима Будућности.
Катарина је одлучила 2008. године да напусти репрезентацију Србије и каријеру настави у дресу репрезентације Црне Горе, са којом је 2012. године освојила сребрну медаљу на Олимпијским играма у Лондону и злато на Европском првенству у Србији 2012.

## Трофеји
- Злато на Европском првенству 2012
- Сребро на ОИ у Лондону 2012
- ЕХФ Лига шампиона 2007, 2012, 2014,2015.
- ЕХФ Куп Победника Купова 2010
- Првенство Данске 2007
- Првенство Црне Горе 2008, 2009, 2010, 2011, 2012,2015.
- Првенство Румуније 2013
- Првенство Мађарске 2014